# Walter D’Arcy Cresswell
Walter D’Arcy Cresswell (ur. 22 stycznia 1896 w Christchurch, zm. 21 lutego 1960) – nowozelandzki prozaik i poeta.

## Życiorys
Urodził się 22 stycznia 1896 w mieście Christchurch w Nowej Zelandii. Jego rodzicami byli Walter Joseph Cresswell i jego żona Hannah Reese. Chodził do Elmwood School w Christchurch i Robin Hood Bay Public School w Marlborough, potem uczył się w Christ's College. Nie wyróżniał się niczym, oprócz tego, że przez trzy lata unikał obowiązkowego krykieta. Po ukończeniu szkoły poszedł do pracy do firmy architektonicznej Collinsa i Harmana. W połowie 1914 wyjechał do Anglii, żeby dalej studiować budownictwo w Architectural Association. Wtedy trwała I wojna światowa. W 1915 zaciągnął się jako szeregowy do armii. Służył w Middlesex Regiment. W 1916 został ranny. Po wyzdrowieniu wstąpił do Corps of New Zealand Engineers. Służył w nim od 1917 do demobilizacji w 1919. W 1920, po powrocie do domu, stał się centralną postacią afery polityczno-kryminalnej. Został przedstawiony burmistrzowi Wanganui, Charlesowi Ewingowi (Evanowi) Mackayowi. Kilka dni później doszło do incydentu, w którym Mackay postrzelił i zranił Cresswella. Został za to skazany na 15 lat ciężkich robót. Prawdopodobnie chodziło o spisek mający na celu zdyskredytowanie burmistrza przez ujawnienie jego orientacji homoseksualnej. W 1921 Cresswell wyjechał do Anglii i zamieszkał z siostrą w Herefordshire. Dużo podróżował. W 1922 odwiedził Niemcy, a w 1824 Hiszpanię i Portugalię. W 1925 w Marylebone Register Office w Londynie poślubił Emily Fredę Dacie (bohaterkę wielu jego wierszy). Małżeństwo trwało krótko, choć zaowocowało narodzinami syna. Wiadomo, że Cresswell miał ambiwalentny stosunek do kobiet i utrzymywał kontakty erotyczne z mężczyznami. W czasie II wojny światowej pracował jako spiker radiowy i wykładowca dla ministerstwa informacji. Zmarł wskutek przypadkowego zatrucia gazem 21 lutego 1960.

## Twórczość
Poeta opublikował dwa skromne tomiki wierszy, Poems (1921–1927) (1928) i Poems (1924–1931) (1932). Sukcesem wydawniczym okazała się autobiografia The Poet's Progress wydana przez oficynę Faber and Faber. W 1939 opublikowany został jej drugi tom Present Without Leave. Wcześniej, w 1936 poeta wydał cykl sonetów Lyttelton Harbour. Pracował też nad dramatem dydaktycznym The Forest. Oprócz tego autor pisał eseje dla Auckland Star, Phoenix and Oriflamme i recenzje dla Tomorrow. Napisał też biografię reformatorki społecznej Margaret McMillan, wydaną w 1947.